# Río Adérbiyevka
El río Adérbiyevka (del ruso: Адербиевка) o río Aderba (Аде́рба) es un río de montaña del krai de Krasnodar, en el Cáucaso Occidental, en el sur de Rusia, constituyente junto con el río Mezyb del río Inogua, que sirve de desaguadero de ambos en el mar Negro. 

## Curso
Nace en las vertientes meridionales del Cáucaso Occidental, en el puerto de Babich, que sirve de frontera entre el raión de Krymsk y el ókrug urbano de la ciudad de Gelendzhik entre las cordillera de Markotj y la de Botsejur. Tiene una longitud de 40 km, en los que discurre en dirección predominantemente sureste. Sus orilla están cubiertas de árboles en su curso superior, por el que discurre en un estrecho valle, y arbustos, en su curso inferior, en el que el valle se amplia. En la época de las lluvias invernales su caudal inunda todo el valle del curso inferior, mientras que en verano prácticamente se seca. En el curso superior se hallan varios dólmenes de la Edad del Bronce. Atraviesa Adérbiyevka y Svetli antes de desembocar en el Inogua en Divnomórskoye.